# Евангелическая церковь (Хевен)
Евангелическая церковь в Хевене (нем. Evangelische Kirche Heven) — протестантская церковь, расположенная в районе Хевен вестфальского города Виттен; здание храма было построено по проекту архитектора Герхарда Фишера в период с 1900 по 1901 год; является памятником архитектуры.

## История и описание
Евангелическая церковь в районе Хевен была построена в период с 1900 по 1901 год; неоготическое здание храма было возведено из бутового камня по проекту архитектора Герхарда Августа Фишера. Зальный храм (Stufenhalle) с крестообразным нефом имеет башню-колокольню со стороны входа (портала) и хор. Стены включают в себя элементы из белого камня, в районе углов, дверных и оконных проемов. Внутри здания крещатый свод опирается на круглые колонны. Литургическое оборудование, сохранившееся в основном от периода строительства, было также отчасти изготовлено по проектам Фишера.
Церковь дважды утрачивала свои колокола — в ходе обеих мировых войн. В 1948 году храм получил три литых стальных колокола, пожертвованных организацией «Bochumer Verein für Bergbau und Gußstahlfabrikation» (BVG). Поскольку колокольный звон вскоре вызвал серьёзные трещины в кладке, в 1987 году стальные колокола были заменены на шесть меньших бронзовых аналогов, изготовленных на литейном заводе «Glocken- und Kunstgießerei Rincker» (Зинн, Гессен).